# Uzunpınar
Uzunpınar ist eine Kleinstadt im Landkreis Denizli der gleichnamigen türkischen Provinz. Uzunpınar liegt etwa 38 km nordöstlich der Provinzhauptstadt Denizli. Uzunpınar hatte laut der letzten Volkszählung 1.930 Einwohner (Stand Ende Dezember 2010).
Das Verwaltungsgebiet von Uzunpınar gliedert sich in drei Stadtteile, Cumhuriyet Mahallesi, Hürriyet Mahallesi und İstiklal Mahallesi, die jeweils von einem Muhtar verwaltet werden.